# Lancer du disque masculin aux Jeux olympiques d'été de 1924
Pour un article plus général, voir Athlétisme aux Jeux olympiques d'été de 1924.
Navigation
Anvers 1920 Amsterdam 1928
L'épreuve du lancer du disque masculin aux Jeux olympiques de 1924 s'est déroulée le 13 juillet 1924 au Stade olympique Yves-du-Manoir de Paris, en France.  Elle est remportée par l'Américain Clarence Houser.

## Résultats

### Finale
| Rang               | Athlète               | Qual. | Finale | Marque |
| ------------------ | --------------------- | ----- | ------ | ------ |
| Médaille d'or      | Clarence Houser (USA) | 46.15 |        | 46.15  |
| Médaille d'argent  | Vilho Niittymaa (FIN) | 44.95 |        | 44.95  |
| Médaille de bronze | Thomas Lieb (USA)     | 44.83 |        | 44.83  |
| 4                  | Gus Pope (USA)        | 44.42 |        | 44.42  |
| 5                  | Ketil Askildt (NOR)   | 43.40 |        | 43.40  |
| 6                  | Glenn Hartranft (USA) | 42.49 |        | 42.49  |